# 異世紀機器人大戰
《異世紀機器人大戰》是一款由FromSoftware公司制作、萬普发行的机甲类动作游戏。本游戏于2005年1月27日在日本地区PlayStation 2发行。
異世紀機器人大戰是一款来自于九个日本著名动画，具有人物、机甲、故事元素的快节奏动作游戏。玩家可以选择四个故事模式。本游戏最初的机器人在之后的《超級機器人大戰A》再次登场。
尽管異世紀機器人大戰在日本地区发行，游戏仍然受到欧美地区玩家正面的评价。游戏与另一部《系列》类似。

## 概要
A.C.E.第1作。由製作過《機戰傭兵系列》的FromSoftware與《超級機器人大戰系列》的萬普聯手製作。將全部的機器人以原作比例呈現，讓全高6.9米的丹拜因能與全高24.2米的ν鋼彈進行戰鬥。玩家則是擔任隆巴納隊的一員來活動。
擁有以通過被叫作「任務」的關卡來推進故事的故事模式，能使用得到的機體進行2人對戰的競賽模式，只要通過就能自由遊玩任務關卡的自由任務模式。在一代中，如果自由模式沒看到其結尾的話就會有因此無法遊玩的情形。
作為系統的特徵是擁有王牌點數。是依據任務的達成率、操作技術等項目來評價可以得到多少分。這時會有「新手」、「老手」、「王牌」等不同評價。其他還有在任務中，使出連續攻擊時能得到更多分數。利用王牌點數則能夠購買新機體或用來改造機體。
另外各任務中還有叫作「秘密點數」的設定、像是「○秒以內打倒頭目」、「維持連擊數○秒以上」等條件。如果達成的話就能夠讓隱藏機體跟著出現。
宣傳詞為「所背負的、是王牌的宿命」。

## 登場機器人的出處作品
| 出典元                                       | 機体               |
| -------------------------------------------- | ------------------ |
| 萬普原創機體                                 | 量產型亡靈MKⅡ      |
| FromSoftware原創機體                         | 破雲者量產型       |
| 聖戰士DUNBINE                                | 丹拜因             |
| 聖戰士DUNBINE                                | 比爾拜因           |
| 聖戰士DUNBINE                                | 迷彩型比爾拜因     |
| 聖戰士DUNBINE                                | 茲瓦烏斯           |
| 劇場版 機動戰艦撫子 -The prince of darkness- | 黑百合             |
| 劇場版 機動戰艦撫子 -The prince of darkness- | 艾斯特巴利斯強化型 |
| 劇場版 機動戰艦撫子 -The prince of darkness- | 百合水仙           |
| 蒼藍流星                                     |                    |
| 薩卡爾                                       |                    |
| 機動神腦                                     | 勇·Brain           |
| 機動神腦                                     | 比瑪·Brain         |
| 機動神腦                                     | 納莉·Brain         |
| 機動神腦                                     | 強納森·巴隆卒      |
| 新機動戰記鋼彈W                              | 飛翼鋼彈           |
| 新機動戰記鋼彈W                              | 死神鋼彈           |
| 新機動戰記鋼彈W                              |                    |
| 新機動戰記鋼彈W                              | 沙漠鋼彈           |
| 新機動戰記鋼彈W                              | 神龍鋼彈           |
| 新機動戰記鋼彈W                              |                    |
| 新機動戰記鋼彈W                              |                    |
| 機甲戰記                                     | 威龍1型            |
| 機甲戰記                                     | 威龍2型            |
| 機甲戰記                                     | 威龍3型            |
| 機甲戰記                                     | 基格諾沙力         |
| 機動戰士Z鋼彈                                | Ζ鋼彈              |
| 機動戰士Z鋼彈                                | 百式               |
| 機動戰士Z鋼彈                                | 獵犬               |
| 機動戰士Z鋼彈                                |                    |
| 重戰機                                       | 艾爾鋼             |
| 重戰機                                       | 艾爾鋼Mk-II        |
| 重戰機                                       | 歐吉               |
| 重戰機                                       | 阿修羅·聖殿        |
| 重戰機                                       | 努貝爾·迪薩多      |
| 重戰機                                       |                    |
| 機動戰士鋼彈 逆襲的夏亞                      | ν鋼彈              |
| 機動戰士鋼彈 逆襲的夏亞                      | 沙薩比             |

## 主題曲
主題曲：島谷瞳（avex trax）
- 印象曲「Garnet Moon」 - 作詞：六ツ見純代 作曲：迫茂樹
- 片尾曲 - 作詞：BULGE・sola 作曲：BULGE・sola
- 收錄在其單曲（2005年1月26日發售）